# Choeradodis strumaria
Choeradodis strumaria är en bönsyrseart som först beskrevs av Linne 1758.  Choeradodis strumaria ingår i släktet Choeradodis och familjen Mantidae. Inga underarter finns listade i Catalogue of Life.